# Kjeld (imię)
Kjeld, (Ketyl) – imię pochodzenia skandynawskiego, pochodzi od katils i oznacza - hełm, kociołek lub szyszak. Patronem imienia jest św. Kjeld.